# Mabel Pines
Mabel Pines é uma dos personagens principais da série animada Gravity Falls do Disney XD. A personagem é dublada por Kristen Schaal (nos Estados Unidos) e no Brasil é dublada por Bianca Alencar , e desenhada pelo criador da série, Alex Hirsch. Mabel apareceu pela primeira vez no piloto, sem nome, criada por Hirsch, que ele usou para lançar o show. Ela, então, apareceu no primeiro episódio, "Armadilha para Turistas". Mabel, com seu irmão Dipper Pines, são as estrelas em cada episódio do seriado. Mabel também tem duas séries de curtas dedicados a ela: "Guia da Mabel para a vida" e "Álbum da Mabel".[carece de fontes?]
Mabel é uma menina de 12 anos de idade, energética (ela e seu irmão completam 13 no final do final da série) que com seu irmão vão passar suas férias de verão na armadilha para turistas de seu tio-avô, chamada de "Cabana do Mistério". Ela ajuda a seu irmão Dipper enquanto ele se esforça para descobrir os segredos da cidade fictícia de Gravity Falls e para encontrar uma explicação para as situações estranhas que experimentam. Eles são ajudados por Soos. As situações que se deparam incluem lidar com várias criaturas sobrenaturais ou lendárias, como gnomos, demônios, aliens, minotauros e o sempre nefasto Bill Cipher.[carece de fontes?]
As aventuras de Mabel e seu irmão são inspirados na infância do criador da série, Alex Hirsch e sua própria irmã gêmea. Como um personagem, Mabel foi criticamente bem recebida. Ela aparece em várias mercadorias de Gravity Falls, tal como roupas e jogos de vídeo.

## Papel na série
Mabel Pines é uma menina enérgica, otimista e saltitante de Piedmont, Califórnia, forçada a passar o verão junto com seu tio-avô Stan na cidade fictícia de Gravity Falls, Oregon. Ela é acompanhada por seu irmão gêmeo Dipper Pines. Seus pais não são revelados no show. Ela faz o melhor de cada situação com um sorriso grande, pateta e sua variedade de suéteres coloridos e saias. Amiga intíma de Candy e Grenda. Ela é auto-proclamada artista e faz artesanato, chegando a fazer uma figura de cera de seu Tivô Stan com a restos de cera de uma figura derretido durante o episódio "Caçadores de Cabeças". Ela está crescendo realmente a gostar de Tivô Stan e ele gosta dela também, e muitas vezes é protetora. Mabel não gosta de quem se opõe a seu irmão. Ela tem um porco de estimação chamado Waddles que ela ganhou no episódio "O Porco e o Viajante no Tempo". Apesar de parecer como apenas estar lá para alívio cômico, Mabel é frequentemente útil para ajudar seu irmão resolver os mistérios de Gravity Falls e desempenhou um papel fundamental em todas as três lutas que os gêmeos tiveram contra o antagonista principal, Bill Cipher, ao ponto que Dipper diz que ele não tem chance de derrotar Bill sem a ajuda de Mabel.